# 王巹
王巹，陕西眉縣人，明朝工部尚書。
永樂年間鄉試中舉后，經舉薦擔任山東左布政使，任內政績卓著。正統六年（1441年），入朝擔任工部侍郎，后代吳中為工部尚書。因王振專權，不得已致仕回鄉。